# Sport Lisboa e Olivais
Pour les articles homonymes, voir Olivais.
Le SL Olivais est une équipe de football en salle fondé en 1934 à Lisbonne.

## Palmarès
- Coupe du Portugal
  - Vainqueur : 2004

- Supercoupe du Portugal
  - Finaliste : 2005